# USS Nautilus (SSN-571)
O USS Nautilus foi o primeiro submarino nuclear operacional e o primeiro submarino a completar uma travessia submersa sob o Polo Norte em 3 de agosto de 1958. O seu primeiro oficial comandante foi "Dennis" Wilkinson, um conhecido e respeitado oficial que definiu os primeiros passos de vários protocolos da Marinha nuclear dos dias de hoje, e teve uma carreira histórica durante e depois do período de serviço.

## História
A sua construção foi autorizada pelo Congresso Norte Americano em julho de 1951 e começou a ser construído em 14 de junho de 1952 nos Estaleiros Navais da General Electric em Connecticut.

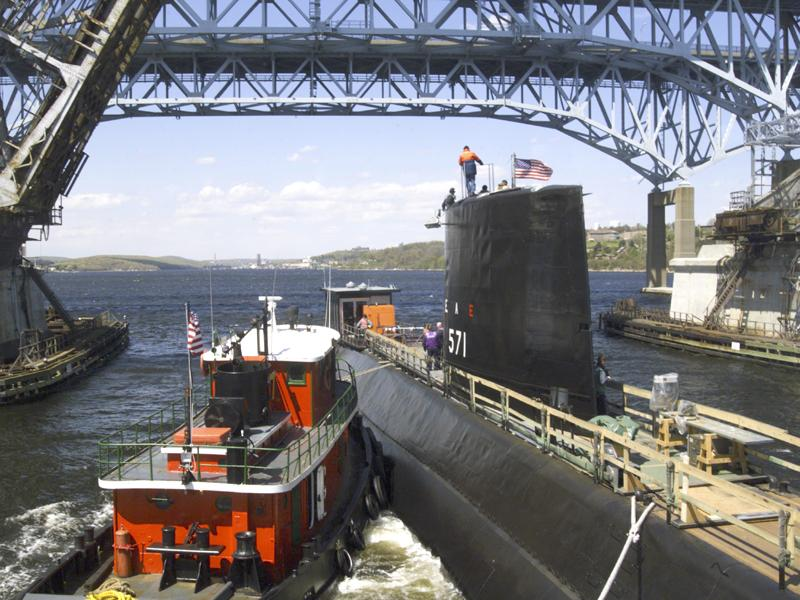
Nautilus em 8 de maio de 2002.

Foi lançado ao mar em 21 de janeiro de 1954 e entrou em operações em 30 de setembro do mesmo ano, dando inicio à era da propulsão nuclear para os Submarinos.
No âmbito da Guerra fria, significou uma enorme vantagem para os Estados Unidos, até o lançamento do submarino russo Hiroshima (K-19) que tinha uma grande autonomia e poder de fogo.
No período de julho e agosto de 1957 o Nautilus faz a primeira viagem por debaixo da calota polar ártica. Em agosto de 1958 foi o primeiro submarino a atravessar o polo norte. Foi retirado de serviço em 1979, mas três anos mais tarde decidiram recuperá-lo como um marco militar de interesse histórico e encontra-se atualmente no "U.S Navy Submarine Force Museum"